# La víctima número 8
La víctima número 8 fue una serie de televisión española, producida por Telemadrid y ETB en colaboración con Mediapro, a través de sus productoras Globomedia y K2000. Se emitió simultáneamente en Telemadrid y ETB 2 en octubre de 2018.

## Trama
Un atentado de naturaleza yihadista en pleno casco viejo de Bilbao acaba con la vida de siete personas y deja malheridas a más de una treintena, muchas de ellas de gravedad.
Víctimas y verdugos serán a partes iguales los protagonistas de una trama en clave personal. Narrada a modo de thriller, la historia trata cómo esos personajes viven las consecuencias de la barbarie. La investigación policial se centrará en atrapar a los responsables de la matanza. Una cacería en la que los personajes se verán inmersos en una vertiginosa espiral repleta de giros insospechados.

## Reparto

### Principal
- César Mateo como Omar Jamal Salama.
- María de Nati como Edurne Aranguren.
- Verónika Moral como Koro Olaegi.
- Iñaki Ardanaz como Gaizka Azkárate.
- Farah Hamed como Adila Salama.
- Lisi Linder como Almudena Ortiz Cano.
- Khaled Kouka como Ibrahim Jamal.
- Óscar Zafra como Juan Antonio Gorostiza.
- Jesús Ruyman como el Comisario Muguruza.
- Alfonso Torregrosa como José María Azkárate.
- Itziar Lazkano como Concha.
- Son Khoury como Zakir Jamal Salama.
- Youssef Bougarouame como Aissa Jamal Salama.
- Marcial Álvarez como Juan Echevarría "Eche".
- Iñaki Font como Gorka Azkárate.
- Itziar Aizpuru como María.
- Moussa Echarif como Ahmed Hakimi.
- Auritz Salteráin como Iker Azkárate.

### Invitado
- Adela González como ella misma.
- África Baeta como ella misma.
- Xabier García Ramsden como él mismo.
- Dani Álvarez como él mismo (voz).
- Sonia Hernando como ella misma (voz).

## Temporadas y episodios
| Temporada | Temporada | Episodios | Estreno               | Final                   | Audiencia media | Audiencia media | Audiencia media |
| Temporada | Temporada | Episodios | Estreno               | Final                   | Espectadores    | Cuota           |                 |
| --------- | --------- | --------- | --------------------- | ----------------------- | --------------- | --------------- | --------------- |
|           | 1         | 8         | 10 de octubre de 2018 | 28 de noviembre de 2018 |                 |                 |                 |

### Primera temporada (2018)
| N.º (serie) | N.º (temp.) | Título                                          | Director(es)                   | Fecha de emisión        | Audiencia                                         |
| ----------- | ----------- | ----------------------------------------------- | ------------------------------ | ----------------------- | ------------------------------------------------- |
| 1           | 1           | «Omar»                                          | Alejandro Bazzano              | 10 de octubre de 2018   | 12,8% y 94.000 - ETB 2 3,8% y 84.000 - Telemadrid |
| 2           | 2           | «Los milagros no existen»                       | Alejandro Bazzano y Menna Fité | 17 de octubre de 2018   | 10,9% y 75.000 - ETB 2 3,0% y 68.000 - Telemadrid |
| 3           | 3           | «Empezar a creer»                               | Alejandro Bazzano y Menna Fité | 24 de octubre de 2018   | 5,6% - ETB 2 3,5% - Telemadrid                    |
| 4           | 4           | «El tiro de gracia»                             | Alejandro Bazzano y Menna Fité | 31 de octubre de 2018   | —                                                 |
| 5           | 5           | «Una teoría de mierda»                          | Alejandro Bazzano y Menna Fité | 7 de noviembre de 2018  | —                                                 |
| 6           | 6           | «Un tiburón que nos haga aún más ricos a todos» | Alejandro Bazzano y Menna Fité | 14 de noviembre de 2018 | —                                                 |
| 7           | 7           | «El síndrome del nido»                          | Alejandro Bazzano y Menna Fité | 21 de noviembre de 2018 | —                                                 |
| 8           | 8           | «Muy fácil o muy difícil»                       | Alejandro Bazzano y Menna Fité | 28 de noviembre de 2018 | —                                                 |